# Foxtel
A Foxtel é uma empresa australiana de televisão paga - operando em televisão a cabo, transmissão direta de televisão por satélite e serviços de streaming de IPTV. Foi formada em abril de 2018,  substituindo uma empresa anterior de 1995. O nome 'FOXTEL' é uma mistura dos nomes 'Fox' da News Corporation e 'Tel' da Telstra. O nome significa uma joint venture estabelecida entre a atual News Corp  e a Telstra, com a News Corp tendo 65% e a Telstra os 35% das ações, respectivamente. A Foxtel é dona e controladora do Fox Sports Austrália, uma rede de canais esportivos e a Streamotion uma operadora de serviços de streeming. 

## História
Em 1995, ocorreu um empreendimento entre a News Corporation (em particular a 20th Century Fox Media ) e a Telstra, por meio da qual a Telstra transmitia um sinal de TV por meio de sua rede coaxial e a News Corporation seria a base para a oferta de negociações e conexões de canais. A Foxtel foi formada ("Fox" representando a Fox da News Corporation e "Tel" representando a Telstra). Em 23 de outubro de 1995, a Foxtel iniciou um serviço de 20 canais, fornecido pela rede Telstra Hybrid Fiber Coaxial. 
Em maio de 1998, a Australis Media, proprietária de um serviço de televisão por satélite conhecido como Galaxy, foi declarada insolvente. Em junho de 1998, a Foxtel foi capaz de aumentar significativamente sua base de clientes adquirindo assinantes do Galaxy do liquidante da Australis Media e imediatamente começou a fornecer programação aos assinantes do Galaxy em uma base temporária.  Em fevereiro de 1999, a Foxtel começou a oferecer seu próprio serviço de satélite para novos clientes. 
Publishing and Broadcasting Limited comprou metade das ações da News Corporation em outubro de 1998, dando a propriedade a cada trimestre. 
Em 2002, um Acordo de Compartilhamento de Conteúdo entre a Foxtel e a Optus Television foi aprovado pela Comissão Australiana de Competição e Consumidor (ACCC). 

## Serviços atuais
Embora tenha sido lançado originalmente em 1995 com apenas um serviço a cabo, a Foxtel se ramificou em muitos novos serviços desde o seu início, incluindo banda larga e serviços de telefone em 2014.

### Fox Sports (Austrália)
Fox Sports é um grupo australiano de canais de esportes de propriedade e operado pela Foxtel, que é controlada pela News Corp , um conglomerado de mídia pertencente a família Murdoch, assim como a Fox Corporation nos estados unidos que por sua vez controla a Fox sports americana.

### Foxtel Go
Os assinantes da Foxtel podem acessar conteúdo ao vivo e sob demanda nos pacotes que assinaram por meio da Internet via Foxtel Go.
A Foxtel lançou o serviço Foxtel Go em 7 de novembro de 2012.  Originalmente, estava disponível apenas no iPad, mas a partir de 20 de fevereiro de 2013 também estava disponível no iPhone e, posteriormente, no Mac, PC Windows e dispositivos Android selecionados. O Foxtel Go foi lançado após o sucesso de seu aplicativo London 2012, que transmitia simultaneamente 8 canais de alta definição ao vivo que também eram oferecidos no serviço padrão da Foxtel. 
O acesso ao aplicativo Foxtel Go é gratuito para clientes residenciais com um decodificador e uma assinatura Foxtel ou Foxtel Now, permitindo o acesso a qualquer canal em que estejam inscritos. Apenas cinco dispositivos podem ser vinculados a uma conta durante um determinado mês, sendo que apenas dois podem visualizar o conteúdo ao mesmo tempo.
Ao contrário do Mobile Foxtel (fornecido pela Telstra ) - que fornece apenas um loop de programas selecionados - A Foxtel Go oferece transmissão simultânea ao vivo do subconjunto de canais disponíveis por meio dos serviços tradicionais de cabo e satélite. O serviço também não tem limite de tempo; Mobile Foxtel oferece apenas 15 minutos de programação por sessão, ou um máximo de 200 minutos por mês. 
Os canais atualmente disponíveis para assinantes são: 
Essentials - Fox Showcase; Fox Hits; Fox8; Fox Funny; BoxSets; Fox Arena; Estilo de vida; MTV; MTV Hits; Club MTV; NickMusic; Max; Televisão de música country; MTV Classic; Notícias da Sky; Sky News Weather; Sky News Extra; Sky News UK; Fox Sports News; CNN; Notícias da raposa; BBC World News; CNBC; Bloomberg; NHK World-Japan; Fox Comedy; TLC; E !; Alimentos para estilo de vida; Casa de estilo de vida; Foxtel Arts.
Drama Plus - UKTV; Fox Crime; BBC First; TV universal; Fox One; Fox Sci-Fi; Fox Sleuth.
Kids - Cartoon Network; CBeebies; Nickelodeon; Nick Jr .; Bumerangue.
Esportes - Fox Sports, Fox Cricket; Fox League; Fox Footy; ESPN; ESPN 2; BeIN Sports 1–3.
Filmes - Estreia; Crianças; Açao; Comédia; Romance; Família; Drama; Exitos; Thriller; Grandes; LMN; SBS World Movies.
Docos - A&E; História; Geografia nacional; National Geographic Wild; Discovery Channel; Discovery Turbo; Planeta Animal; Descoberta de investigação; Crime + Investigação; BBC Earth.

### Foxtel Now
Foxtel Now (anteriormente Foxtel Play) é uma alternativa de televisão pela Internet à assinatura tradicional da Foxtel, oferecendo aos clientes uma assinatura gratuita de contrato a partir de US $ 10. O serviço oferece mais de 50 canais ao vivo e centenas de horas de conteúdo de vídeo sob demanda em 6 pacotes de assinatura.
O serviço está disponível em uma variedade de dispositivos, como computadores, TVs e consoles de videogame. Além disso, os assinantes têm acesso ao aplicativo Foxtel Go da Foxtel, ampliando o acesso a smartphones e tablets.
Em 4 de outubro de 2016, a Foxtel anunciou que um novo visual do serviço de streaming Foxtel Play será lançado a partir de dezembro de 2016 e que o Foxtel Play será um produto entregue por IP mais simples, barato e flexível. 
Como parte de uma mudança de marca em toda a empresa em junho de 2017, a Foxtel anunciou que a partir de 7 de junho, o Foxtel Play seria renomeado para Foxtel Now e ganharia streaming de HD e suporte para Chromecast com um preço inicial inferior de US $ 10 por mês (posteriormente aumentado para US $ 25 por mês) . 

### Revista Foxtel
A revista Foxtel é a revista mensal paga mais lida da Austrália, com um alcance mensal de cerca de 700.000.  É publicado para a Foxtel pela Medium Rare Content Agency e distribuído aos assinantes da Foxtel (que optam por pagar por este serviço) por correio. 

## Streamotion
Streamotion Pty Ltd é uma subsidiária integral da Foxtel que desenvolve e opera serviços de streaming por assinatura over-the-top. Atualmente, o grupo opera Kayo e Binge .  

### Kayo Sports
Kayo Sports (com a marca apenas Kayo ) é o serviço de streaming por assinatura da Foxtel para seu conteúdo esportivo. O serviço foi lançado em novembro de 2018 e oferece transmissões ao vivo e pacotes de destaques da Fox Sports, bem como ESPN, beIN Sports e Racing.com . Além disso, um recurso de várias telas também está disponível, permitindo que os assinantes vejam vários eventos ao vivo simultaneamente. 

### Bringe
Binge é o serviço de streaming com foco em entretenimento da Foxtel, lançado em 25 de maio de 2020. Configurado para competir com empresas como Disney +, Netflix, Prime Video e Stan, o serviço oferece conteúdo das principais redes e estúdios, incluindo HBO, Warner Bros., ViacomCBS, Sony Pictures, Universal Pictures, FX e BBC .  O serviço também oferece uma seleção de redes de cabo Foxtel lineares com transmissão ao vivo, incluindo FOX One, LifeStyle, Fox Arena e BBC First . 

## Dispositivos
Os dispositivos Foxtel são fabricados pela Pace plc em nome da Foxtel - eles fabricaram uma variedade de dispositivos, incluindo:

### Foxtel iQ
A Foxtel lançou o Foxtel iQ no início de 2005. É um timeshifting gravador digital pessoal em que os assinantes possam gravar programas em um disco rígido no interior da unidade de set-top para ver mais tarde. O Foxtel iQ inclui um recurso chamado Series Link, que permite ao espectador escolher gravar todos os episódios futuros de uma determinada série de televisão (a disponibilidade é limitada a determinados programas). O Foxtel iQ também permite que os telespectadores usem os recursos de retrocesso e pausa ao vivo durante programas de televisão. Dois novos serviços, On Demand e Remote Record, lançados em 2007. O Remote Record foi lançado em 1º de janeiro de 2007 e permite que os usuários acessem o guia de TV interativo no site da Foxtel e comandem seu iQ em casa para gravar programas, enquanto o On-Demand foi lançado em 8 de fevereiro de 2007. Este serviço é baseado no Sky +, que foi lançado na plataforma de televisão Sky da News Corporation no Reino Unido em 2001. Existem atualmente dois modelos de Foxtel iQ, com funcionalidade idêntica para o usuário, mas diferentes capacidades de saída audiovisual. Ambos os modelos possuem dois sintonizadores, permitindo aos usuários gravar dois programas (ou gravar um e assistir a um) simultaneamente. A Pace plc é a fornecedora de decodificadores para iQ, da qual afirmam que a versão a cabo do iQ é o primeiro gravador de vídeo digital a cabo baseado em DVB . 
A versão atualizada da unidade iQ original é fisicamente menor, no entanto, permite gravações de melhor qualidade e aumento de escala HDMI, bem como uma porta Ethernet para permitir downloads de caixa postal. Ele também pode solicitar títulos sob demanda sem a necessidade da linha telefônica conectada ao modelo. Essas caixas são chamadas de iQ 1.5, para diferenciá-las das caixas iQ originais. A partir de 1º de março de 2017, essas caixas não estão mais disponíveis para novos clientes.

### Foxtel iQ2
A caixa iQ2 de segunda geração foi lançada junto com o serviço Foxtel HD + em meados de 2008. Equipado com um HDD de 320 GB, o iQ2 é capaz de gravar 30 horas de HD e 90 horas de conteúdo e ofertas SD, o dobro do iQ original. A unidade também oferece conectividade HDMI . 
O iQ2 é equipado com quatro sintonizadores, permitindo aos usuários gravar dois programas ao mesmo tempo enquanto assistem um terceiro ao vivo. O quarto sintonizador está reservado para conteúdo sob demanda.
Em 2 de novembro de 2011, a Foxtel começou a notificar os assinantes sobre a opção de atualização (por uma taxa única de atualização adicional de $ 200) para um modelo de 1 TB com 4 vezes a capacidade de gravação. Desde 17 de agosto de 2020, essas caixas não estão mais disponíveis para novos clientes.

### Foxtel iQ3
O modelo de terceira geração da Foxtel, iQ3, foi citado pela primeira vez pelo CEO Richard Freudenstein em março de 2012,  e foi lançado aos clientes em 23 de março de 2015. O iQ3 contém maior conectividade com a Internet com a inclusão de Wi-Fi e a capacidade de assistir novamente a determinados programas de transmissão para o início usando tecnologia sob demanda. O iQ3 inclui um HDD de 1 TB (3x a capacidade do iQHD anterior) e um controle remoto bluetooth.  Após o lançamento, muitos clientes tiveram reclamações devido à natureza instável da interface gráfica do usuário do iQ3 e, adicionalmente, acusaram a Foxtel de lançar um 'produto inacabado'. A Foxtel negou tais alegações, juntamente com rumores de que até 2.000 caixas iQ3 foram lançadas rapidamente em resposta ao lançamento do rival Netflix na Austrália em abril de 2015.  Em novembro de 2015, os problemas de instabilidade ainda não foram resolvidos.   No entanto, uma atualização do software iQ3 no final de 2019 permite a integração com títulos do Netflix quando conectado a uma unidade de televisão com um aplicativo para o serviço.

### Foxtel iQ4
O modelo de quarta geração da Foxtel, o iQ4, foi lançado em agosto de 2018 e é compatível com 4K. A Foxtel lançou o Foxtel 4K - um canal 4K dedicado em 7 de outubro de 2018, com a transmissão do Supercheap Auto Bathurst 1000. 

## História do logotipo

1995 - 2002
2002 - 2005
2005 - 2012
2012 - 2017 2012 - 2017
2017 - 2018
2018 - 2020
2020 - Presente